# Nationaal park Anárjohka
Het nationaal park Anárjohka (Noors: Anárjohka nasjonalpark, Samisch: Anárjoga álbmotmeahcci, tot 2021 genaamd nationaal park Øvre Anarjohka) ligt in het uiterste noorden van Noorwegen, in de provincie Finnmark. Het nationaal park ligt op het grondgebied van de gemeenten Karasjok en Kautokeino.
Het park werd opgericht in 1976 en heeft een oppervlakte van 1409 km². Het natuurgebied grenst aan het nationaal park Lemmenjoki in Finland. Het ligt op de Finnmarksvidda hoogvlakte en bestaat vooral uit berk- en naaldwouden en verschillende meertjes.
Anárjohka · Ånderdalen · Blåfjella-Skjækerfjella · Breheimen · Børgefjell/Byrkije · Dovre · Dovrefjell-Sunndalsfjella · Femundsmarka · Folgefonna · Forlandet · Forollhogna · Fulufjellet · Færder · Gutulia · Hallingskarvet · Hardangervidda · Indre Wijdefjorden· Jomfruland · Jostedalsbreen · Jotunheimen · Junkerdal · Láhko · Langsua · Lierne · Lofotodden · Lomsdal-Visten/Njaarke ·  Møysalen . Nordre Isfjorden · Nordvest-Spitsbergen · Østmarka . Øvre Dividal · Øvre Pasvik/Báhčaveaji · Raet · Rago · Reinheimen · Reisa · Rohkunborri · Rondane · Saltfjellet-Svartisen · Sassen-Bünsowland · Seiland/Sievju · Sjunkhatten/Dávga · Skarvan og Roltdalen/Tjohkeli jïh Råalten · Sør-Spitsbergen · Stabbursdalen/Rávttošvuomi · Van Mijenfjord . Varangerhalvøya/Várnjárgga · Ytre Hvaler